# Kunskapsporten
Kunskapsporten (skrivs KunskapsPorten) är en svensk verksamhetsdrivande fastighetskoncern, grundad 2007 med säte i Malmö. Koncernen ingår sedan start i Selingruppen.
Kunskapsporten grundades i Göteborg 2007 av dess verkställande direktör Joakim Ollén och Erik Selin. Koncernen har en inriktning på fastigheter inom främst undervisning, forskning, kreativitet, idrott och rekreation och består av ett antal verksamhetsfastigheter i främst Skåne. Företaget bygger, förvaltar och hyr ut fastigheter, men driver också själv eller i samverkan i flera fall verksamheter inom till exempel spa, rekreation, idrott och förskolor. Sedan 2012 finns koncernens säte i Malmö.